# Asola (torrente)
L'Asola è un torrente di circa una quindicina di chilometri, che nasce presso Monte Nuovo nella campagna marchigiana a 222 metri di altitudine e sfocia nel mare Adriatico. Nel suo breve percorso la sua valle, principalmente agricola e poco urbanizzata, lambisce cinque comuni tutti della provincia di Macerata: Montelupone, Morrovalle, Montecosaro, Potenza Picena e Civitanova Marche. Non lontano dal suo letto e nella contrada che prende il suo nome sorge la magnifica villa Bonaccorsi famosa in Italia per il suo splendido giardino all'italiana, e l'ippodromo Mori di Civitanova Marche.